# Grande Erg Occidentale
Il deserto del Grande Erg occidentale (in arabo العرق الغربي الكبير‎?, al-ʿIrq al-Gharbī al-Kabīr) rappresenta per estensione il secondo «mare di dune» dell'Algeria, dopo il Grande Erg orientale. Il suo territorio si estende nella regione nord-occidentale del Paese, confinando a sud e a sud-est con il grande altopiano del Tademaït, a nord-ovest con l'imponente catena montuosa dell'Atlante, mentre a ovest si spinge verso l'Erg Er Raoui. L'estrema scarsità delle precipitazioni, inferiori ai 70 mm annui, rende le condizioni climatiche molto difficili, tanto che la sopravvivenza di animali e piante è molto limitata. L'assenza di un suolo, l'instabilità del substrato e la grande quantità di sabbia consentono lo sviluppo sulle dune di piante come l'Aristida pungens, la Aristida plumosa, la Tenutana e il Lotus jolyi. Sempre fra le alte dune si nascondono piccoli rettili, insetti e temibili scorpioni. Anche l'umidità dell'aria è molto scarsa, dato l'elevato irraggiamento solare che colpisce questa regione: i valori delle temperature diurne massime possono superare abbondantemente i 50 °C.
La morfologia dominante è data dalla presenza del «mare di sabbia», un'immensa distesa di dune dalle diverse forme e dimensioni. Se i venti soffiano in maniera stabile e costante in una direzione, la sabbia si dispone in modo da formare grandi dune a forma di mezzaluna, con fianchi lisci e creste sottili e apparentemente taglienti. In condizioni di vento stabile, le dune si dispongono in direttrici parallele separate da ampi avvallamenti; a seconda della forza del vento esse possono percorrere anche 30 m in un anno. In condizioni di vento instabile le dune assumono forme irregolari e tendono ad accavallarsi le une sulle altre in maniera disordinata. Tipica di questo deserto è la presenza di venti violenti che attraversano l'intero Erg senza incontrare ostacoli che ne rallentino la corsa; i venti, raggiunta una certa velocità, riescono a catturare e a tenere in sospensione grandi quantità di materiale. Si formano così le tempeste di sabbia che possono presentare un fronte di circa 500 km, una nube impenetrabile capace di soffocare qualsiasi cosa, anche i suoni e la luce. Le tempeste si spostano a una velocità di circa 50 km/h; la loro porzione di sabbia più grossolana non viene sollevata da terra per più di un metro o un metro e mezzo, e ha un grande potere erosionale, quasi uno smeriglio naturale. Al di sopra di questa porzione si trova uno strato di sabbia più fine mischiata a polveri e a minutissimi granelli di argilla. Spesso, durante questi eventi, la sabbia supera i confini del deserto sahariano, oltrepassando il mar Mediterraneo fino all'Europa meridionale e talvolta fino alla Gran Bretagna. Nel 1947 una violenta tempesta di sabbia portò una grande quantità di limi e argille a depositarsi sulle pendici innevate delle Alpi svizzere, tingendole straordinariamente di rosa.
Le condizioni estreme del deserto algerino non hanno permesso l'instaurarsi di insediamenti umani, non esiste alcun villaggio al suo interno e non ci sono piste che lo attraversano. Ai limiti del Grande Erg occidentale, invece, si trovano numerose piccole oasi: l'oasi di Taghit, spettacolare e circondata da un immenso anello di dune rosso-arancio, con palme da dattero che costeggiano lo specchio d'acqua; l'oasi di Timimoun, che sorge fra dune di colore giallo ocra e rosa, dove è sorta una cittadina costruita nell'arenaria rossa: all'ombra di un boschetto di palme sorge l'antica fortezza (ksar), nei cui pressi si possono ammirare tronchi di legno pietrificato.